# Calystegia pellita
Calystegia pellita ist eine Pflanzenart aus der Gattung der Zaunwinden (Calystegia) aus der Familie der Windengewächse (Convolvulaceae). Die Art ist in Asien verbreitet.

## Beschreibung
Calystegia pellita ist eine Zaunwinde mit anliegender Behaarung, die auch filzig sein kann. Die Stängel sind niederliegend bis schwach kletternd oder mehr oder weniger aufrecht, sie können Längen von bis zu 1 m erreichen. Die Laubblätter sind mit einem 1 bis 12 mm langen Blattstiel gestielt. Die Blattspreite ist schmal dreieckig bis langgestreckt, 3 bis 7 cm lang und genauso breit. Die Blätter sind ungelappt oder nur leicht speerförmig oder gelappt. Die Lappen erreichen nicht 1/4 der Länge der Mittelrippe.
Die Blütenstandsstiele sind behaart und stehen nicht über die sie umgebenden Laubblätter hinaus. Die Vorblätter sind 1,3 bis 2,4 cm lang und 1 bis 1,8 cm breit, ihre Spitze ist spitz bis stumpf. Die Krone ist violett und 4,4 bis 5,5 cm lang. Die Staubblätter sind 2,5 bis 3,3 cm lang, die Staubbeutel etwa 5 mm (nur selten bis 6 mm).

## Verbreitung
Die Art ist in der Volksrepublik China, Korea, Russland und möglicherweise in der Mongolei verbreitet. Sie wächst an grasigen Stellen und Berghängen in Höhenlagen von meist 300 bis 700 m, kommt jedoch gelegentlich auch bis 1700 m Höhe vor. Gelegentlich ist sie als Unkraut auf Kulturflächen zu finden.

## Systematik
Man kann drei Unterarten unterscheiden:
- Calystegia pellita subsp. longifolia Brummitt: Sie kommt vom östlichen China bis Korea vor.[1]
- Calystegia pellita subsp. pellita: Sie kommt vom südlichen Sibirien bis ins nordöstliche China vor.[1]
- Calystegia pellita subsp. stricta Brummitt: Sie kommt von südlichen fernöstlichen asiatischen Russland bis ins nördliche Korea vor.[1]